# Arina Avram
Arina Avram (Târgu Jiu, 1961) è una giornalista e scrittrice rumena.

## Biografia
Arina Avram è nata a Târgu Jiu e si è laureata in giornalismo all'Università di Bucarest nel 1997 Dopo il 2006 ha lavorato per il giornale Adevărul e dal 2009 scrive per il più importante giornale della Romania, Click!  Arina ha lavorato anche per i giornali: Evenimentul Zilei (1992-1996), Cotidianul (1996-1998), National (2000-2006) e Radio culturale. La Avram ha debuttato nella stampa sotto la guida del critico letterario George Pruteanu.

## Opere
- A alerga după o stea romanzo, Editura Cardinal, 1996
- Ochii timpului raccolta di poesie, Editura Cardinal, 1997
- Poveste de nea , libro per bambini  Editura Ion Creangă, 1999
- Povestiri şocante, povestiri adevărate – novelle, Editura Cronicar, Bucarest, 2003, ISBN 973-86633-5-0
- Arta de a reuși în viață:[4] să învățăm înțelepciunea din proverbe, Enciclopedia Editura Eforie, Bucarest, 2002; Seconda edizione: Editura Tritonic, Bucarest, 2004, ISBN 973-8051-64-9
- Marile orașe ale lumii Enciclopedia, Editura Tritonic, Bucarest, 2004, ISBN 973-8497-93-0
- Femei celebre. Mică enciclopedie.[5] O sută de femei pentru eternitate Enciclopedia, Editura Allfa, Bucarest, 2001, Terza Edizione  2007, ISBN 973-8457-66-1
- Femei celebre din România - Mică enciclopedie vol. II. Enciclopedia, Editura Allfa, Bucarest, 2005, ISBN 973-7240-40-5
- Ispita. romanzo, Editura Paralela 45, Pitești, 2006, ISBN 973-697-634-3
- Mari minuni, mari mistere Enciclopedia, Editura Allfa, Bucarest, 2009, ISBN 978-973-724-249-5
- Enciclopedia înţelepciunii[6] Enciclopedia, Editura All Educational, Bucarest, 2011, ISBN 978-973-684-745-5
- Coincidenţa ca număr de aur [7] romanzo, Editura Allfa, Bucarest, 2014, ISBN 978-973-724-821-3
- Dincolo de timp, dincolo de cuprins, Editura Hasefer, București, 2020, ISBN 978-973-630-458-3[8]
- Why I'm Yours, even though I'm Not Yours, 2022, ISBN 979-8433373860
- Más allá del tiempo, más allá del contenido, 2022, ASIN B0B6D7PQYK[9]
- A fost oare sau n-a fost. Roman 2024, Editura ePublisher București, ISBN 978-606-049-629-8
- Fue o no fue, Tregolam Literatura Editorial, Madrid, 2025, ISBN 978-84-19277-62-6

## Traduzioni
- Profesorul, traduzione del romanzo The Professor de Charlotte Brontë da inglese a rumeno, Editura Allfa Bucarest 2009, #(ISBN 978-973-724-175-7) Profesorul

## Recensioni
- Neagu Djuvara ,professore laureato dell'Accademia di Francia, ha raccomandato i volumi « Famose donne » e « Famose donna e Romania[10][11]»: "La sequenza di 109 ritratti dedicati a personaggi femminili da Arina Avram, grazie all'ottimo lavoro di documentazione ci porta a tutta la storia (antica, medievale, periodo moderno del XX secolo), un viaggio in cui ci si trovava nella vita e le preoccupazioni delle eroine - giocosi, frivoli, brutte, profonde, ispirata, di talento, pieno di devozione, ma in ogni caso, piene di carattere ."
- Lo scrittore Horia Garbea ha scritto sotto il titolo "Un mondo urbano in un libro", una recensione del libro "Le grandi città del mondo": "Segno di civiltà contemporanea e de la continuità della storia, la città è il legame di specifica tradizione nazionale e il futuro. Questo significato può essere staccato dal libro lfirmato da Arina Avram. Nel libro sono presentate in ordine alfabetico, più di 150 città di tutto il mondo, da tutti i continenti. Ogni città ha una mini-guida di due o tre pagine. La presentazione non è convenzionale, ma piuttosto sentimentale, ma dati precisi (numero di abitanti, valuta, lingua, ecc) abbondano. Lo lavoro combina una notevole quantità di informazioni e presenta una mostra espressive di attrazioni per il tempo libero da ogni luogo "